# Josep Maria Sala
Josep Maria Sala i Boix (Sant Hipòlit de Voltregà, 24 aprile 1964) è un ex calciatore spagnolo, di ruolo centrocampista.

## Carriera

### Club
Inizia la sua carriera al Centre d'Esports Sabadell Fútbol Club con cui è tra i protagonisti di una doppia promozione, dalla Segunda División B alla Primera División. Debutta nella massima serie spagnola con il Sabadell, il 31 agosto 1986 contro il Betis.

## Palmarès

### Club

#### Competizioni nazionali
- Segunda División B spagnola: 1

Sabadell: 1993-1994